# راپسودی (فیلم)
«راپسودی» (انگلیسی: Rhapsody) یک فیلم به کارگردانی چارلز ویدور، لارنس واینگارتن، فی کنین، و مایکل کنین است که در سال ۱۹۵۴ به نمایش درآمد.

## چکیده داستان
این فیلم با  لوئیز دورانت (الیزابت تیلور) تازه کار شروع می شود که به پدر بلند نظرش (با بازی لوئیس کالهرن) اعلام می کند که او در حال ترک خانه لوکسشان است تا با عاشق خود، پل برونته (ویتوریو گاسمن) – که یک نوازنده ویولن باذوق است، به زوریخ برود. پدرش موافق نیست. لوئیز نمی تواند برود چون پدرش به او برای ميزبانی  ناهار ویژه (وی. آی. پی.) نیاز دارد.
وقتی لوئیز دارد مایه اصلی را که در میزبانی این ناهار است با رفتنش از دست می دهد، دیگر پدرش هیچ دلیلی برای اتلاف وقت با هنرمندان باذوق نمی بیند. بعلاوه، لوئیز نظم و انضباط لازم را برای آموختن پیانو در کنسرواتوار ندارد. لوئیز با تمسخر می گوید: « ببينم، تا حالا شده جلوی منو بگیری که کاری رو که ميخوام انجام ندم؟» او پاسخ می دهد: «نه».
زوج جوان با نشاط تا زوریخ با ماشین سرباز رانندگی می کنند. برونته می گوید وقتی پل برای کار به این سفر آمده، همراه بردن او ديوانگی بوده است.
در زوریخ، این زوج کیسه های دورانت را به آپارتمان مبله فاخر او می برند. پل در مورد تابلوی «برای اجاره» پرس و جو می کند که ماترون (با بازی سیلیا لوفسکی) به تازگی از پشت پنجره جلویی گبرداشته است. ماترون توضیح می دهد که اتاق زیرشیروانی به تازگی به یک آمریکایی (جیمز میهمان، با بازی جان اریکسون) اجاره داده شده است...

## بازیگران
- الیزابت تیلور
- ویتوریو گاسمن
- جان اریکسن
- لوئیس کالهرن
- میخائیل چخوف
- باربارا بیتس
- ریچارد هیجمن
- استوارت ویتمن
- مج بلیک
- استارت هولمز
- گوردون ریچاردز
- Marion Elisabeth Degler
- سیلیا لوفسکی
- Konstantin Shayne
- Richard Lupino